# Peder Törnvall
Peder Henrik Törnvall, född 19 december 1941 i Norrköping, död 24 januari 2020 i Stockholm, var en svensk jurist och ämbetsman. 

## Biografi
Peder Törnvall avlade juris kandidatexamen i Stockholm 1967 och blev Master of Civil Law vid New York University 1970. Han var förbundsjurist vid Svenska kommunförbundet 1969–1972, blev regeringssekreterare 1972, var sakkunnig i Kommundepartementet 1975–1979, föredragande i Valprövningsnämnden 1975–1979 och i konstitutionsutskottet 1979. Törnvall var expeditionschef på Kommundepartementet 1979–1982 och på Civildepartementet 1983–1990. Han var generaldirektör för Statens tjänstepensionsverk 1991–1993, för Statskontoret 1993–1999 och i Regeringskansliet 1999–2002. 
Törnvall var från 1971 till sin död gift med juridikprofessorn Suzanne Wennberg. Han är begravd på Norra begravningsplatsen utanför Stockholm.